# Murat Ünalmış
Murat Ünalmış   (Kayseri, 23 d'abril de 1981) és un actor turc.

## Biografia
Ünalmış va passar la seva infantesa a Kayseri abans de traslladar-se a Istanbul per assistir a l'escola secundària. Durant els seus anys de batxillerat, va jugar a l'equip de bàsquet del Fenerbahçe SK. Després de graduar-se a la Universitat de Marmara amb una llicenciatura en estudis de comunicació, Ünalmış va estudiar interpretació a l'Acadèmia d'Istanbul. Poc després d'acabar els seus estudis, va aparèixer en diverses sèries de televisió, com Hayat Bağları, Sınırlı Aşk i Kurşun Yarası, així com pel·lícules com Üç Kadın, Deli Duran i Sen Ne Dilersen. El seu avenç va arribar amb un paper a Güneşi Gördüm de Mahsun Kırmızıgül. Més tard va aparèixer en una altra pel·lícula dirigida per Kırmızıgül, titulada New York'ta Beş Minare. Ünalmış també va tenir un paper protagonista a la sèrie Yer Gök Aşk. Després va ser repartit per Sevda Kuşun Kanadında de TRT 1. El 2018, va obtenir el paper principal a la sèrie dramàtica d'època Bir Zamanlar Çukurova.

## Filmografia

### Cinema
- Nova York'ta Beş Minare - 2010
- Güneşi Gördüm - 2009 (Mamo)
- Gecenin Kanatları - 2009 (Yusuf)
- Celal Oğlan

### Televisió
- Bir Zamanlar Çukurova - 2018–2021 (Demir Yaman)
- Deli Gönül - 2017 (Mehmet Kadir Ölçek)
- Sevda Kuşun Kanadında - 2016 (Arif Ünlü)
- Seddülbahir 32 Saat - 2016 (Mahmut Sabri)
- İnadına Yaşamak - 2013 (Ali)
- Babalar ve Evlatları - 2012
- Yer Gök Aşk - 2010 (Yusuf Hancıoğlu)
- Kasaba
- Rüzgâr
- Senyor Gibi
- Şöhret
- Üç Kadın
- Deli Duran
- Sınırlı Aşk
- Kurşun Yarası - 2003